# Ipersensibilità del seno carotideo
Per  ipersensibilità del seno carotideo  in campo medico, è causa di una forma di sincope dovuta all'eccessiva stimolazione del seno carotideo.

## Epidemiologia
Colpisce prevalentemente i maschi in età adulta (a partire dal quarto decennio).

## Tipologia
Esistono 3 forme tipiche a seconda del meccanismo di origine:
- Cardioinibitoria (la più comune)[1]
- Vasodepressiva (pura)
- Mista

## Eziologia
Si può manifestare in normali attività della vita giornaliera come nell'atto di radersi la barba (soprattutto se si utilizza un rasoio elettrico), quando si indossa una camicia con un colletto troppo stretto, anche il semplice guardare in alto può causare tale sincope. L'attivazione del riflesso seno-carotideo può determinare brevi periodi di asistolia reversibile o anche solo una marcata riduzione della pressione arteriosa.

## Esami
Solitamente è sufficiente un'accurata anamnesi, in altri casi si ricorre all'ECG.

## Terapia
Il trattamento solitamente non è necessario in quanto un singolo episodio può essere manifestarsi incidentalmente, in casi dove lo svenimento mostra carattere ripetitivo occorre l'inserimento di un pacemaker (bicamerale)